# NGC 1225
NGC 1225 ist eine Linsenförmige Galaxie vom Hubble-Typ SB0-a im Sternbild Eridanus am Südsternhimmel. Sie ist schätzungsweise 401 Millionen Lichtjahre von der Milchstraße entfernt und hat einen Durchmesser von etwa 120.000 Lichtjahren.
Im selben Himmelsareal befinden sich die Galaxien NGC 1221, NGC 1223, IC 1886.
Das Objekt wurde im Jahr 1886 von Francis Leavenworth entdeckt.